# Теразијски тунел
Теразијски тунел је саобраћајни тунел и једна од најпрометнијих саобраћајница у Београду. Дугачак је 250 m, источна улазна тачка је на раскрсници Дечанске и Нушићеве улице, а западна представља продужетак Бранкове улице. Тунел представља директну и најближу везу између центра Београда и Бранковог моста, односно Новог Београда и Земуна.
Почетком педесетих година 20. века, на простору данашњег тунела налазио се ресторан „Јадран”, опасан зеленом баштом, а у оквиру њега налазио се рибњак и фонтана.
Године 1955. архитекта Димитрије Т. Леко предао је нацрт за Градску кућу у којем је уцртан и Теразијски тунел. Здање које данас постоји изнад хотела је зграда зидана у периоду од 1957. до 1960. године. Прво име зграде било је „Савез трговинских комора”, а пројектовала ју је Загорка Мешулам.
Зграда је морала да се уклопи у планирани тунел, па је изнад њене основе дуго постојао затворени зид, који је „чувао” простор за тунел. На простору улаза у тунел из правца Дома омладине Београда налазио се паркинг.
Теразијски тунел су пројектовали архитекти Љубомир Порфировић и Милослав Видаковић, а званично су га отворили председник СФРЈ Јосип Броз Тито и његова жена Јованка Броз, председник Скупштине града Београда Бранко Пешић и његов заменик Миладин Шакић 4. децембра 1970. године. Истог дана отворен је Мост Газела и Мостарска петља.
Већ током седамдесетих година било је очигледно да тунел није довољно велики како би се регулисао саобраћај у Београду. Постојао је план изградње „двоструког тунела”, који је требало да повеже Булевар краља Александра и Бранков мост. Према плановима, саобраћај би се спуштао испод земље између моста и Трга Републике, али пројекат никада није реализован.
Током деведесетих година Теразијски тунел је био једна од локација нелегалних трка, које су одржаване најчешће ноћу или викендом када је мањи промет саобраћаја.